# Deutsche Volleyball-Bundesliga 1976/77 (Männer)
Die Saison 1976/77 der Volleyball-Bundesliga war die dritte Ausgabe dieses Wettbewerbs. Der Hamburger SV verteidigte seinen Titel und wurde wieder Deutscher Meister. Lintorf und Stuttgart mussten absteigen.

## Mannschaften
In dieser Saison spielten folgende acht Mannschaften in der Bundesliga:
- SSF Bonn
- USC Gießen
- Hamburger SV
- VfL Lintorf
- TSV 1860 München
- USC Münster
- VBC Paderborn-Petershagen
- TuS Stuttgart

Aufsteiger aus der 2. Bundesliga waren der VBC Paderborn-Petershagen (Nord) und der TuS Stuttgart (Süd).

## Tabelle
|    | Verein        | Punkte | Sätze |
| -- | ------------- | ------ | ----- |
| 1. | Hamburg (M)   | 24:4   | 39:11 |
| 2. | Münster (P)   | 22:6   | 37:14 |
| 3. | München       | 22:6   | 36:17 |
| 4. | Bonn          | 14:14  | 28:28 |
| 5. | Gießen        | 14:14  | 27:30 |
| 6. | Paderborn (N) | 6:22   | 18:38 |
| 7. | Lintorf       | 6:22   | 17:38 |
| 8. | Stuttgart (N) | 4:24   | 13:39 |

|     | Absteiger in die 2. Bundesliga   |
| (M) | Meister der Vorsaison            |
| (P) | Pokalsieger der Vorsaison        |
| (N) | Aufsteiger aus der 2. Bundesliga |